# Alexander Kaletski
Alexander Kaletski (en ruso Александр Калецкий) (n. 1946) es un artista de origen ruso nacionalizado estadounidense. 
Trabaja diversos medios y estilos: óleos, collages, esculturas y vídeos. Se hizo famoso con sus pinturas, creadas mediante el uso de cajas de cartón que se encontraba en las calles de Nueva York.

## Biografía
Kaletski estudió arte dramático en Moscú desde 1965 hasta 1969 y tuvo una exitosa carrera en teatro, televisión y producciones cinematográficas. Al mismo tiempo realizaba canciones de protesta contra el régimen soviético. 
En 1975, para escapar de una posible detención, emigró a los Estados Unidos. 
Al llegar a América, Kaletski dio por todo el país una gira de conciertos. 
En 1985 publicó una novela semiautobiográfica titulada Metro (Viking), que se convirtió en un best seller internacional.